# Radolinek
Radolinek (prononciation : [radɔˈlinɛk]) est un  village polonais de la gmina de Czarnków dans le powiat de Czarnków-Trzcianka de la voïvodie de Grande-Pologne dans le centre-ouest de la Pologne.
Il se situe à environ 8 kilomètres au nord de Czarnków (siège de la gmina et du powiat), et à 68 kilomètres au nord de Poznań (capitale de la Grande-Pologne).

## Histoire
De 1975 à 1998, le village faisait partie du territoire de la voïvodie de Piła.

Depuis 1999, Radolinek est situé dans la voïvodie de Grande-Pologne.
Le village possède une population d'environ 170 habitants en 2006.